# Острова Мячина
Острова́ Мя́чина — группа островов в Карском море. Административно относятся к Таймырскому району Красноярского края России.

## Расположение
Расположены у побережья центральной части полуострова Таймыр, так называемого берега Харитона Лаптева, в двух с небольшим километрах к северу от мыса Вильда, разделяющего бухту Слюдяную и бухту Эклипс. Состоят из двух островов — более крупного южного и меньших размеров северного, лежащих приблизительно в 200 метрах друг от друга.

## Описание
Южный остров имеет вытянутую с юга на север форму длиной около 700 метров и шириной не более 300 метров, северный — округлую форму диаметров не более 200 метров. Существенных возвышенностей нет. Южный остров покрыт редкой тундровой растительностью. Отдельных названий не имеют.
Острова были названы в 1933 году Западно-Таймырской гидрографической экспедицией в честь Георгия Георгиевича Мячина, кочегара ледокола «Вайгач», умершего от аппендицита в 1915 году в ходе гидрографической экспедиции во время зимовки. Могила Георгия Мячина находится недалеко от островов, на мысе Вильда.